# Římskokatolická farnost Mouřenec
Římskokatolická farnost Mouřenec je územním společenstvím římských katolíků v rámci sušicko-nepomuckého vikariátu českobudějovické diecéze.

## O farnosti

### Historie
Místní plebánie je zřejmě nejstarší v širokém okolí. Centrem farnosti je kostel sv. Mořice na samotě zvané Mouřenec nad vsí Annín. Kostel byl vystavěn kolem roku 1230 v pozdně románském stylu. První písemná zpráva o místní duchovní správě je z roku 1360. Kolem kostelíka byla původně osada, zaniklá po roce 1946. Dochoval se z ní jenom kostel, hřbitov, barokní kostnice a budova školy.
V letech 1899–1946 zde působil (nejprve v letech 1899–1902 jako kaplan, později jako farář) P. Franz Andraschko, téměř legendární postava. Byl zároveň posledním místním sídelním duchovním správcem, a je pohřben na místním hřbitově. Po roce 1946 ustaly v kostele pravidelné bohoslužby a vzhledem k tomu, že kostel byl poměrně vzdálen od lidských obydlí, stal se častým cílem zlodějů, či v lepším případě trampů (obyvatelé nedalekého Annína vzpomínají, že přítomnost těchto návštěvníků byla poznatelná podle zvuku zvonu, výletníci totiž obyčejně neodolali, vylezli na věž a rozhoupali zvon).
Postupná obnova duchovního života na Mouřenci nastala až v 90. letech 20. století z iniciativy tehdejšího velhartického administrátora, P. Zdislava Pešata, který byl ustanoven jako ex currendo administrátor mouřenecké farnosti. Kostel byl opraven a začal opět sloužit pro příležitostné bohoslužby.

### Současnost
Farnost Mouřenec je dnes součástí kollatury farnosti Sušice, odkud je vykonávána její duchovní správa.
| Kostel            | Místo            | Bohoslužba    | Bohoslužba    | Poznámka     |
| ----------------- | ---------------- | ------------- | ------------- | ------------ |
| Kostel sv. Mořice | Annín - Mouřenec | příležitostně | příležitostně | farní kostel |